# 하다 사와코
하타 사와코(일본어: 秦 佐和子 はた さわこ[*], 1988년 9월 14일 - )는 일본 여성 성우이다. 마우스 프로모션 소속.

## 개요
- 전 SKE48 팀KII 멤버.
- 2013년 5월 6일에 AKB48 팀K 나카야 사야카와 사토 아미나 와같은 꿈인 성우라는 꿈을 이루기 위해 성우 학교를 다니기 위해 팀S 타카다 시오리.히라마츠 카나코.쿠와바라 미즈키.야가미 쿠미.팀KII 오기소 시오리.아카에다 리리나.팀E우에노 카스미.하라 미나미.연구생 코바야시 에미리와 졸업